# Cucullia argyrea
Cucullia argyrea är en fjärilsart som beskrevs av Freyer 1839. Cucullia argyrea ingår i släktet Cucullia och familjen nattflyn. Inga underarter finns listade i Catalogue of Life.